# Indus (rivier)
De Indus (Urdu: دريائے سِندھ, darya-e sindh; Hindi: सिन्धु नदी, sindhu nadī; Punjabi: ਸਿੰਧ ਦਰਿਆ, sindh darya; Sindhi: سنڌو درياءَ, sindhu darya) is de belangrijkste rivier van Pakistan.
De rivier is 2880 km lang en ontspringt in het westen van Tibet. Ten noorden van het Himalayagebergte stroomt de Indus in een noordwestelijke richting door Ladakh en Baltistan in India, om met een kloof het gebergte zuidwaarts te doorkruisen. De rivier stroomt dan van noord naar zuid door de vruchtbare Indusvlakte in Pakistan. Hier stroomt de rivier eerst door de streek Punjab, bevloeid door de vijf zijrivieren Jhelum, Chenab, Ravi, Beas en Sutlej, en daarna door de provincie Sindh, waar de groene vallei van de Indus sterk contrasteert met de omliggende droge woestijnen. Ten zuiden van de miljoenenstad Hyderabad bereikt de Indus ten slotte de Arabische Zee, waar de rivier met de Indusdelta in uitmondt.
In de Indus leven bedreigde diersoorten zoals de Indusdolfijn. In de oudheid ontstond in de Indusvlakte de Indusbeschaving, een van de eerste beschavingen waar grootschalige vorming van steden (urbanisatie) plaatsvond. De rivier vormde de oostelijke grens van het Perzische Rijk en was het oostelijke eindpunt van de veldtochten van Alexander de Grote. Door de Grieken werd het gebied ten oosten van Perzië naar de rivier "India" genoemd. Door de stichting van Pakistan ligt de Indus echter niet langer binnen het land dat ernaar vernoemd is, hoewel een deel van het stroomgebied en de uiterst zuidelijke delta nog wel binnen India liggen.

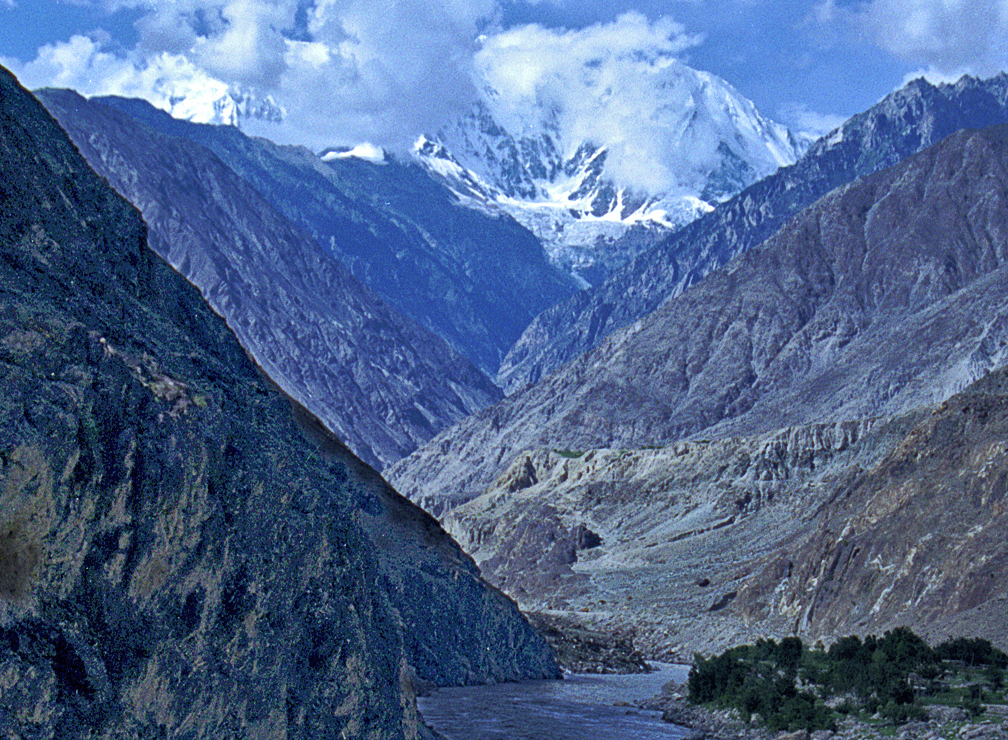
Induskloof bij de Nanga Parbat
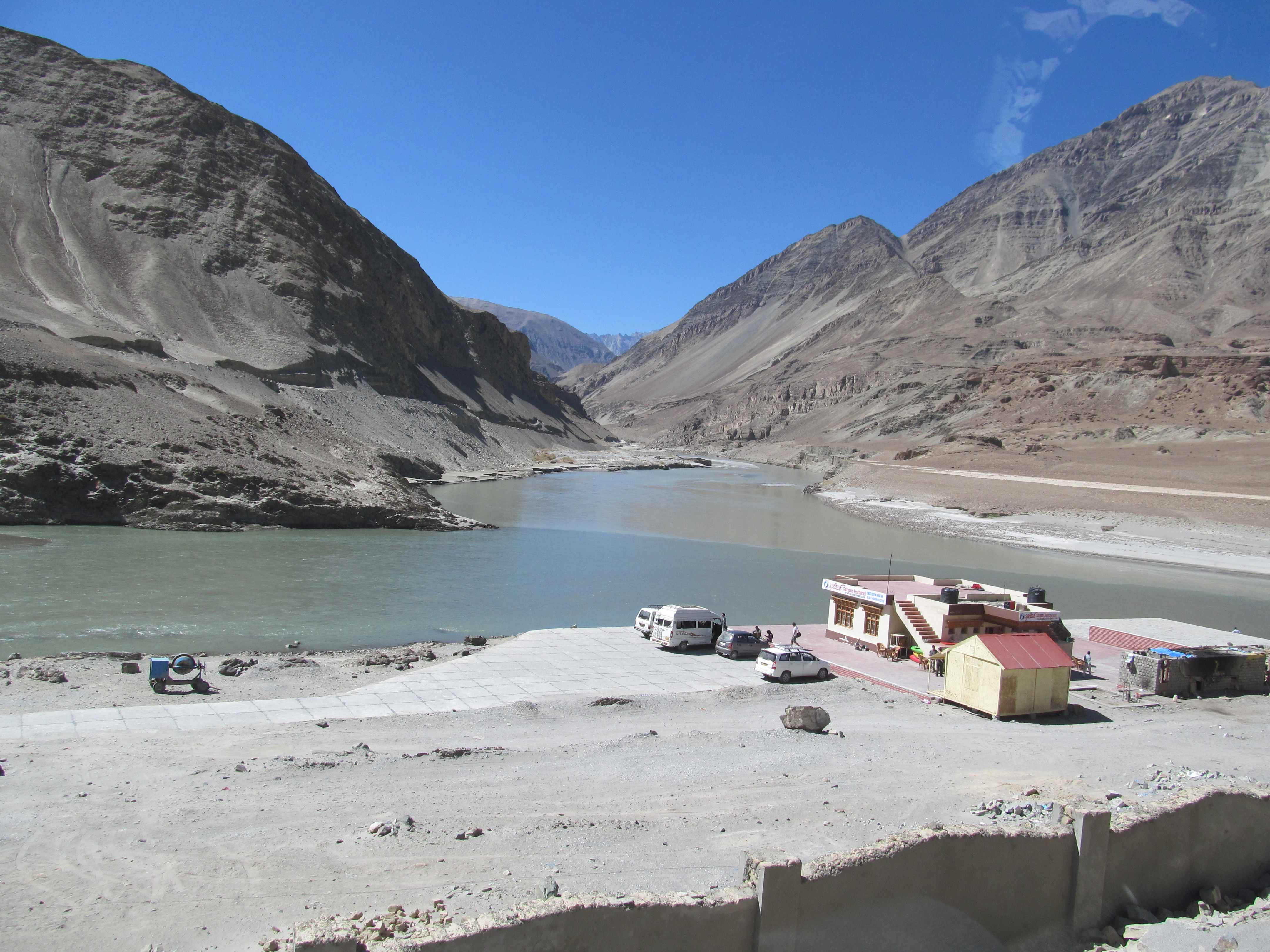
Samenvloeiing van de Indus en de Zanskar
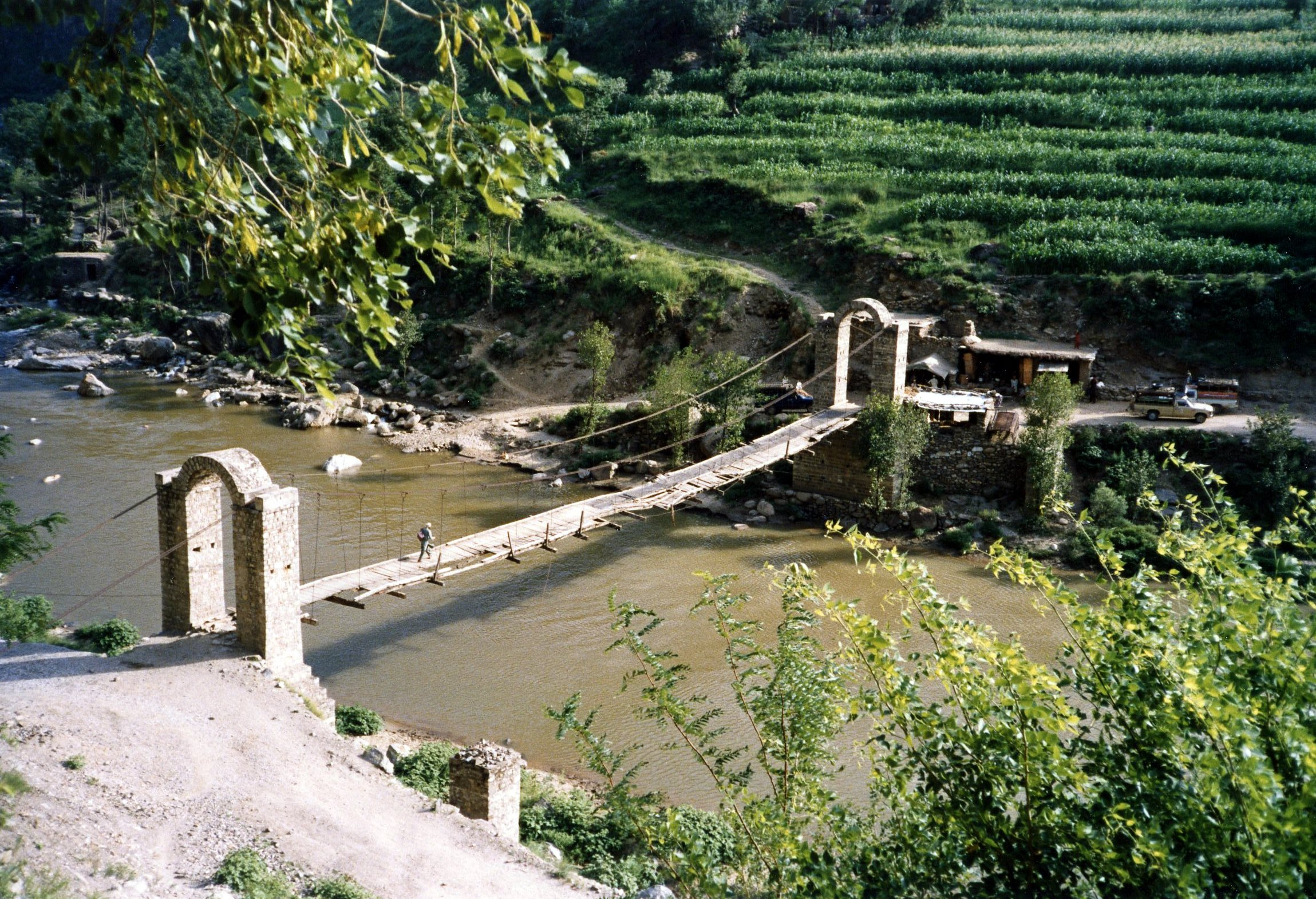
Voetbrug over de rivier
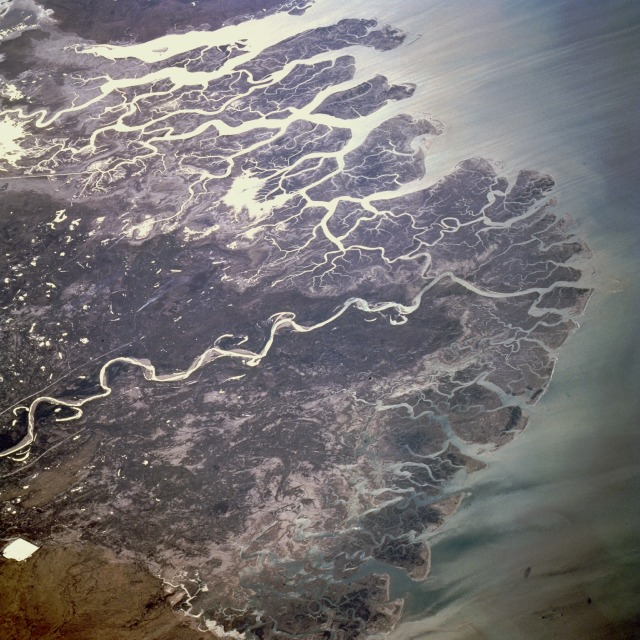
Indusdelta